# Krefeld
Krefeld (pronunciación en alemán: /ˈkʁeːfɛlt/ⓘ) es una ciudad alemana del estado federado de Renania del Norte-Westfalia. Su población es de 237 984 habitantes. Se encuentra a una altitud de 37 m sobre el nivel del mar.

## Historia
La villa perteneció al condado de Moers, fue conquistada por las tropas españolas entre 1586-1597 y el 7 de noviembre de 1605 y su entrega a Mauricio de Nassau en 1609, según lo acordado en la tregua de los doce años.
En 1683 tras la guerra de los Treinta Años, parte de sus pobladores abandonaron el país y fundaron el Germantown en Filadelfia. En 1702, a la muerte de Guillermo III, pasó a formar parte de Prusia.
Desde finales del siglo XVII se desarrolló un intensivo comercio con finas sedas provenientes de China y del sudeste asiático, esto duró hasta muy entrado el siglo XIX; de ahí el nombre que se le atribuye a Krefeld: “ciudad de seda”.

## Toponimia
En la Edad Media existía en la zona un asentamiento agrícola llamado Krinvelde. No está aún completamente claro si el nombre procede de Krähenfeld, que significa campo de cornejas. El fuerte de Trutzburg Krakau se situaba al este de la muralla de la ciudad, en lo que es hoy día el centro de la ciudad. "Krah-Kau", según el dialecto de Krefeld, significa Krähenkäfig, es decir, "jaula de cornejas". Esto también apunta en la dirección de que Krefeld signifique campo de cornejas.

## Distritos
- Benrad-Nord
- Benrad-Süd
- Bockum
- Cracau
- Dießem/Lehmheide
- Fischeln
  - Königshof
- Forstwald
- Gartenstadt
- Gellep-Stratum
- Hüls
- Hülser Berg
- Inrath/Kliedbruch
- Kempener Feld/Baackeshof
- Linn
- Oppum
- Stadtmitte
- Traar
- Uerdingen
- Verberg

## Demografía
| Fecha                  | Población |
| ---------------------- | --------- |
| 1604                   | 350       |
| 1722                   | 1499      |
| 1787                   | 7896      |
| 1830                   | 18 511    |
| 1871                   | 57 105    |
| 1875                   | 62 905    |
| 1880                   | 73 872    |
| 1890                   | 105 376   |
| 2 de diciembre de 1895 | 107 245   |
| 1 de diciembre de 1900 | 106 928   |
| 1 de diciembre de 1905 | 110 344   |
| 1 de diciembre de 1910 | 129 406   |
| 8 de octubre de 1919   | 124 325   |

| Fecha                    | Población |
| ------------------------ | --------- |
| 16 de junio de 1925      | 131 098   |
| 16 de junio de 1933      | 165 305   |
| 17 de mayo de 1939       | 170 968   |
| 13 de septiembre de 1950 | 171 875   |
| 6 de junio de 1961       | 213 104   |
| 31 de diciembre de 1970  | 222 700   |
| 30 de junio de 1975      | 230 500   |
| 30 de junio de 1980      | 223 400   |
| 30 de junio de 1985      | 217 000   |
| 1 de enero de 1989       | 235 423   |
| 30 de junio de 1997      | 246 800   |
| 31 de diciembre de 2003  | 238 565   |
| 31 de diciembre de 2007  | 240 548   |

## Alcaldes
- 1848-1872: Ludwig Heinrich Ondereyck
- 1872-1881: Friedrich Christian Roos
- 1882-1903: Ernst Küper
- 1903-1905: Wilhelm Hammerschmidt
- 1905-1911: Adalbert Oehler
- 1911-1930: Johannes Johansen
- 1945-1946: Johannes Stepkes
- 1946-1947: Wilhelm Warsch
- 1947-1949: Hermann Passen
- 1949-1951: Hanns Müller
- 1951-1956: Johannes Hauser
- 1956-1961: Josef Hellenbrock
- 1961-1968: Herbert van Hüllen
- 1968-1982: Hansheinz Hauser
- 1982-1989: Dieter Pützhofen
- 1989-1994: Willi Wahl
- 1994-2004: Dieter Pützhofen
- 2004-2015: Gregor Kathstede
- 2015-presente: Frank Meyer

## Ciudades hermanadas
- Venlo (Países Bajos, desde 1964)
- Leicester (Reino Unido, desde 1969)
- Dunkerque (Francia, desde 1974)
- Leiden (Países Bajos, desde 1974)
- Charlotte (Estados Unidos, desde 1986)
- Beeskow (Alemania, desde 1990)
- Uliánovsk (Rusia, desde 1993)
- Kayseri (Turquía, desde 2009)